# Vertrag von Alfred und Guthrum
Der Vertrag von Alfred und Guthrum ist eine Übereinkunft zwischen Alfred dem Großen, König von Wessex und Guthrum, dem Herrscher von East Anglia. Das Datum des Vertrages ist nicht bekannt, jedoch lässt er sich auf den Zeitraum zwischen 878 und 890 eingrenzen. Der Vertrag von Alfred und Guthrum ist eines der wenigen erhaltenen Dokumente aus der Regierungszeit Alfreds des Großen. Er ist in einer altenglischen Version im Corpus Christi College in Cambridge (Manuskript 383) und in einer lateinischen Zusammenstellung von Gesetzestexten (Quadripartitus) aus der Zeit Heinrichs I. erhalten. Das Original wurde wahrscheinlich in Altenglisch angefertigt.

## Vertragsinhalt

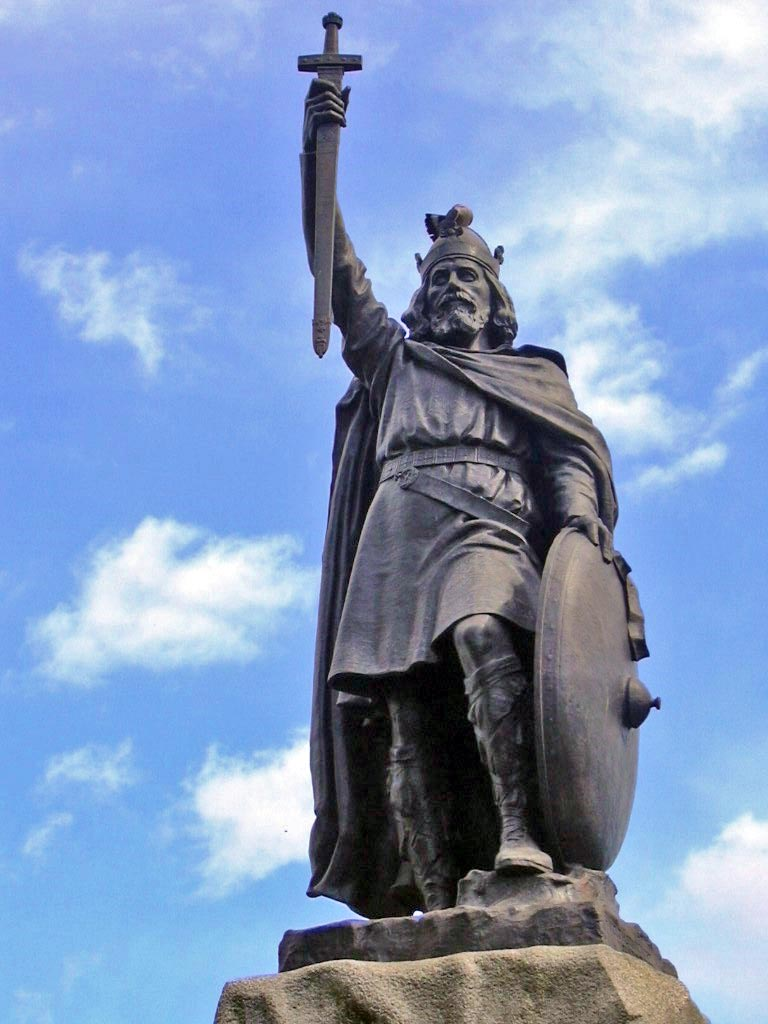
Statue Alfred des Großen in Winchester

Im Prolog, der dem Vertragstext vorangestellt ist, heißt es, dass der Vertrag zwischen Alfred und Guthrum und dem Witan der Angelsachsen sowie allen Leuten in East Anglia geschlossen wurde.
Der erste Punkt ist der bekannteste.

„Zuerst betreffend unsere Grenzen: Die Themse hinauf, und sodann den Lea hinauf, und den Lea entlang bis zu seiner Quelle, dann in einer geraden Linie nach Bedford, dann die Ouse hinauf bis nach Watling Street“

Dieser Absatz des Vertrages wird in Ermangelung anderer Quellen allgemein als Darstellung der Grenzziehung des Danelags angesehen, jedoch behandelt er tatsächlich lediglich die Abgrenzung zwischen Alfreds und Guthrums Einflussbereichen.
Im zweiten Absatz wird die Höhe des Wergeldes festgelegt, das in verschiedenen Fällen zu entrichten ist.

„Dann dieses: Wenn ein Mann erschlagen ist, veranschlagen wir alle als gleich, Engländer und Dänen, auf acht halbe Mark Gold, ausgenommen die ceorl, die gepachtetes Land bewohnen und ihre (dänischen) freedman, sie sind ebenfalls gleich, beide 200 Shilling.“

Der dritte Abschnitt enthält Festlegungen über die Zahl der Eide, die ein Thane benötigt, um sich im Falle einer Anklage wegen Mordes zu verteidigen.
Im vierten Abschnitt wird gefordert, dass ein Käufer von Sklaven, Pferden oder Ochsen einen Bürgen kennen muss.
Der fünfte und letzte Absatz befasst sich mit dem Bevölkerungsaustausch über die Grenze hinweg. Es wird festgelegt, dass weder Sklave noch Freier aus Wessex in das Heer der Dänen aufgenommen werden soll. Gleiches soll umgekehrt für Dänen gelten. Falls es jedoch trotzdem zum Umgang der beiden Bevölkerungen kommt, sollen Geiseln gestellt werden, um die guten Absichten zu garantieren.